# Ośrodek Zapasowy Artylerii Lekkiej nr 3
Ośrodek Zapasowy Artylerii Lekkiej nr 3 – oddział artylerii Wojska Polskiego II RP z okresu kampanii wrześniowej.
Ośrodek Zapasowy Artylerii Lekkiej nr 3 nie występował w pokojowej organizacji Wojska Polskiego. Był jednostką formowaną zgodnie z planem mobilizacyjnym „W” początkowo planowano jego organizację w Prużanie, a w rezultacie przeniesiono do Wilna, w II rzucie mobilizacji powszechnej. Jednostką mobilizującą był 29 pułk artylerii lekkiej.

## Historia i formowanie
W ramach mobilizacji powszechnej w jej II rzucie z kadry i nadwyżek rezerwistów: 1 pułku artylerii lekkiej Legionów, 19 pułku artylerii lekkiej, 29 pułku artylerii lekkiej i 33 dywizjonu artylerii lekkiej, dywizjonu artylerii lekkiej KOP „Osowiec” zmobilizowano Ośrodek Zapasowy Artylerii Lekkiej nr 3. Ośrodek ten miał za zadanie przeszkolenie uzupełnień i formowanie baterii marszowych drugiej serii, dla jednostek zmobilizowanych przez 1, 19, 29 pal i 33 dal. Jednostki, które miał uzupełnić, to: 1 pal Leg. 19 pal, 29 pal, 33 pułk artylerii lekkiej, dywizjon II/32 pułku artylerii lekkiej i dywizjon III/38 pułku artylerii lekkiej.
Etat OZAL nr 3 w/g planu mobilizacyjnego przewidywał:
- dowództwa ośrodka zapasowego
- bateria gospodarcza
- 1 bateria armat typu A
- 2 bateria armat typu A
- 1 bateria haubic typu A
- 1 bateria armat typu B
- 2 bateria armat typu B
- 1 bateria haubic typu B
- bateria łączności[2]

Dowódcą ośrodka został płk art. st. spocz. Aleksander Batory. Zgodnie z planem ośrodek miał być formowany w oparciu o nadwyżki kadry i rezerwistów pozostałe po zmobilizowaniu pułków artylerii lekkiej i innych pododdziałów przez nich zmobilizowanych, stacjonujących na terenie Okręgu Korpusu nr III. Sprzęt i uzbrojenie dla formowanego ośrodka było z zasobów 1, 19, 29 pal i 33 dal, a także zdeponowane w Prużanie i Wilnie. Kadrę i rezerwistów ośrodka początkowo stanowiły Oddziały Zbierania Nadwyżek 1, 19, 29 pal i 33 dal. Formowanie ośrodka rozpoczęto od pierwszych dni września równolegle na terenie koszar 20 pułku artylerii lekkiej w Prużanie i koszar 29 pal w Grodnie, a od 3 września i następnych dniach przeniesiono rozkazem dowódcy OK III, do koszar 1 pal i chwilowo 4 pułku ułanów następnie z koszar ułanów, do koszar 3 pułku artylerii ciężkiej w Wilnie. Ośrodek miał zostać zmobilizowany w okresie X+6 czyli do 10 września, ale z uwagi na przyspieszenie formowania rozkazem Ministra Spraw Wojskowych, do 8 września. Do Prużan zgłaszali się rezerwiści, mający skierowanie do OZAL nr 3, którzy byli kierowani następnie do Wilna. Prowadzono w Wilnie mobilizację żołnierzy rezerwy i koni oraz wozów konnych dla potrzeb Ośrodka. Problem nastręczyła zmiana miejsca formowania OZAL nr 3. Pierwotnie z garnizonów 19 pal w Mołodecznie, Lidzie, 3 września skierowano sprzęt i wyposażenie do Prużany, a także część stanu osobowego. Od 5 września z kolei nadwyżki osobowe i sprzęt części 19 pal z Nowej Wilejki skierowano wraz z baterią marszową 19 pal do Wilna. Początkowo do 3 września nadwyżki 29 pal z Grodna, rozpoczęto również kierować do Prużany. Nadwyżki z dal KOP „Osowiec” początkowo skierowano do Sokółki, a następnie 11 września do Wilna. Po zmianie miejsca formowania i mobilizacji, z Prużany i innych miejsc gdzie znajdowały się nadwyżki oddziałów artylerii lekkiej z OK nr III kierowano wszystkie do Wilna. OZN 1 pal i OZN 33 dal kwaterowały w Wilnie w koszarach 1 pal. Sukcesywnie od 3 września do 9 września OZN 19 pal z garnizonów Nowa Wilejka, Lida i Mołodeczno i Prużana kierowano do Wilna. Z Grodna, Suwałk OZN 29 pal przybył do Wilna pomiędzy 3 i 9 września. Z uwagi na odcięcie przez bombardowania lotnictwa niemieckiego szlaków kolejowych wiodących na zachód i północny zachód, nie kierowano za pułkami na froncie baterii marszowych 1, 19 i 29 pal. Bateria marszowa 19 pal przybyły do Wilna z Nowej Wilejki 6 września, a bateria marszowa 29 pal dopiero 15 września. Zmobilizowano w OZN dywizjonów i pułków oraz na miejscu w Wilnie w trakcie II rzutu mobilizacji powszechnej ok. 2 500 szeregowych i ponad 100 oficerów i podchorążych. Dla tak, dużej grupy rezerwistów zabrakło broni, wyposażenia i umundurowania, w tym butów. Podjęto zakupy na rynku cywilnym, przeszukiwano magazyny garnizonu wileńskiego oraz zatrudniono licznych szewców, krawców, rymarzy dla szycia mundurów, butów, bielizny i naprawy uprzęży. Prowadzono zakup bielizny i zarekwirowano sukno. Pozyskiwano siodła, z magazynów w Brześciu nad Bugiem dowieziono nieco uprzęży dla jednej baterii i skóry. Zarekwirowano 300 kpl. umundurowania wojskowego przydzielonego przed wojną dla Dyrekcji Kolei w Wilnie. Kompletne wyposażenie i uzbrojenie w broń strzelecką posiadały tylko baterie marszowe 1, 19 i 29 pal, które liczyły po ok. 4-5 oficerów, 120 szeregowych od 30 do 60 koni i kilka wozów konnych i kuchnię polową. W miarę pozyskiwania wyposażenia z opisanych wyżej źródeł formowano z żołnierzy baterie marszowe II serii liczące od 200 do 400 żołnierzy, dzielone na plutony w zależności od wielkości baterii od 4 do 9 plutonów. Żołnierze baterii łączności organizowali łączność pomiędzy koszarami, a następnie z uwagi na skromne wyposażenie, próbowali zorganizować sieć łączności z wykorzystaniem miejskiej dla potrzeb funkcjonującego dowództwa Obszaru Warownego „Wilno”. Ok. 11-12 września OZAL nr 3 podporządkowano dowódcy Obszaru Warownego „Wilno” ppłk. Tadeuszowi Podwysockiemu, od 14 września płk. dypl. Jarosławowi Okulicz-Kozaryna.       

## Działania bojowe
Zgodnie z rozkazem z 9 września ze sztabu Naczelnego Wodza, podjęto decyzję o dyslokacji zdolnych do walki oddziałów z OK III na południe kraju na tzw. „Przedmościa Rumuńskiego”. 10-12 września przewieziono z magazynów w Prużanie, zmagazynowana broń, amunicję i wyposażenie dla OZAL nr 3 oraz rozpoczęto organizować z zasobów Ośrodka pododdziały bojowe. Stan jaki był w dyspozycji OZAL nr 3 to:
- 12 armat 75 mm wz. 1897,
- 6 haubic 100 mm wz. 14/19,
- 3 lkm wz.1908/15,
- 700 szt. kbk,
- 300 koni i 4 samochody ciężarowe jako tabor.

Do obu typów dział posiadano po 1/2 jednostki ognia.
Z żołnierzy OZAL nr 3 sformowano sześć baterii marszowych artylerii, liczących od 200 do 400 żołnierzy i oficerów. podzielonych na plutony od 4-5 do 9 w zależności od stanu osobowego, w poszczególnych bateriach zbierano żołnierzy zazwyczaj z jednego z oddziałów mobilizowanych. Głównie z baterii marszowych 1 i 19 pal, które były umundurowane, względnie uzbrojone i wyekwipowane oraz z najlepiej wyekwipowanych żołnierzy z nadwyżek i z mobilizacji powszechnej. Po otrzymaniu dział z Prużany sformowano 10-12 września dywizjon bojowy pod dowództwem mjr st. spocz. Stefana Czernika z baterią haubic 100 mm kpt. rez. Tadeusza Wygonowskiego i baterią armat 75 mm kpt. Kazimierza Krassowskiego oraz drużynę dowódcy dywizjonu. Dywizjon ten sformowano głównie z żołnierzy 19 pal. 12-13 września oprócz szkolenia żołnierzy, ściągnięto szewców, rymarzy naprawiano i szyto uprząż. Przywiezione działa były niekompletne, nie posiadały kątomierzy, brak przy nich przyrządów optycznych, mierniczych i tabel strzelniczych. Do odtwarzanego sztabu Obszaru Warownego „Wilno”, na dowódcę artylerii, dowódca Ośrodka wyznaczył ppłk. Jana Gemisza. Ostatecznie w armaty 75 mm wz.1897 uzbrojono 12 września wzmocnioną do etatów wojennych żołnierzami 1 pal Leg., zaprzęgami i wyposażeniem baterię 1/1 pal Leg. kpt. Feliksa Małaskiego. 16 września podobnie wzmocniono do etatów wojennych, zaprzęgami i wyposażeniem baterię marszową 1/19 pal kpt. Kazimierza Krasowskiego. 14 września rano po nocnym załadunku, na południe kraju wyjechało dowództwo dywizjonu mjr. Stefana Czerniaka i bateria haubic kpt. Tadeusza Wygonowskiego. Wobec niedostarczenia transportu kolejowego do przewozu dwóch następnych baterii armat z 19 i 1 pal. Nie wysłano w ślad za baterią haubic kpt. Tadeusza Wygonowskiego i dowództwem dywizjonu mjr. Stefana Czernika, następnych transportów. Od 15 września obie baterie 1 i 19 pal zostały dyslokowane na przedpole Wilna, celem przygotowania stanowisk ogniowych i wykonania prac fortyfikacyjnych, z uwagi na prawdopodobne zagrożenie niemieckim zagonem pancernym. Sieć łączności w dalszym ciągu wykonywała bateria łączności Ośrodka, na rzecz OWar.„Wilno”. Dla pozostałych dział nie było kompletnych zaprzęgów, a ilość amunicji niewielka, gdyż baterie bojowe pobrały jedną jednostkę ognia. W dniu 16 i 17 września sformowano plutony pozycyjne, głównie bez zaprzęgów, przy których szkolono rezerwistów. Po uzyskaniu informacji o wkroczeniu wojsk sowieckich w granice II RP, dyslokowano dwudziałowe plutony (baterie) artylerii z OZAL nr 3, na pozycje przy pomocy kolejki wąskotorowej i posiadanych samochodów ciężarowych. Jednocześnie ze wszystkich żołnierzy Ośrodka posiadających broń palną, w bateriach od 1 do 6 sformowano spieszone baterie, połączone w batalion spieszonych artylerzystów pod dowództwem ppłk. Druckiego-Lubeckiego. Batalion spieszonych artylerzystów ppłk. Druckiego-Lubeckiego zajął stanowiska w rejonie Lipówki rano 18 września. Grupa nieuzbrojonych artylerzystów bez kompletnych mundurów pozostała w koszarach z uwagi na braki w uzbrojeniu i wyposażeniu. Jako pozycyjne od popołudnia 17 września użyto 4 armaty i 2 haubice podzielone na plutony i działony, rozmieszczone w newralgicznych punktach obrony. Taki pluton wystawiła 6 bateria marszowa z żołnierzy 33 dal pod dowództwem por. Moryka i plut. pchor. Zygmunt Mioduszewski, który zajął stanowiska na Antokolu. Drugi pluton armat sformowano ze stanu 3 baterii marszowej pod dowództwem ppor. rez. Jachowicza i ppor. rez. Gleba Maczaraszwilego, zajął stanowiska przy stacji radiowej na Lipówkach. Działon haubicy ppor. rez. Edwarda Marcinkiewicza, zajął stanowiska ogniowe, na linii obrony 18 września po południu, po dojściu czołówek wojsk sowieckich do Wilna, batalion spieszonych artylerzystów wycofał się z Lipówki do Landwarowa, tam działał na odcinku ppłk. Stanisława Szyłeyki, skąd w nocy 18/19 września podjął marsz w kierunku Zawias. Wszystkie pododdziały OZAL nr 3 na rozkaz płk. dypl. Jarosława Okulicz-Kozaryna miały nie prowadzić walki z wchodzącymi do Wilna wojskami sowieckimi, lecz po wejściu zmieniono rozkazy. Doszło jednak do kilku starć i ostrzału czołgów sowieckich i samochodów przez działony, plutony i baterie artylerii. Do znanych walk należą prowadzone w późnych godzinach popołudniowych 18 września:         
- Z pododdziałem sowieckiego 8 pułku czołgów, na Zarzeczu w rejonie ulic Krzywe Koło i Połockiej, stoczyły walkę dwa działony armat 75 mm pod dowództwem, pchor. rez. Juliana Koca i pchor. rez. Edwarda Wojciulę. Uszkodzono jeden samochód pancerny i trafiono, bez widocznych efektów kilka czołgów. Powstrzymano trzy natarcia pancerne sowieckiego pododdziału. Po wystrzelaniu amunicji (na stanie były tylko granaty odłamkowo-burzące), zamki zatopiono w Wilii, a obsługi rozeszły się do domów i rozproszyły. Poległ jeden kanonier i dwóch było rannych.
- Z czołgami sowieckimi prawdopodobnie z 7 pułku czołgów, prowadziły walkę armaty 75 mm na wzgórzu nad Wilenką przy szosie oszmiańskiej, jednym z działonów dowodził pchor. rez. Stanisław Pieńkowski. Prawdopodobnie zniszczono sowiecki czołg. Po wystrzelaniu amunicji, armaty zagwożdżono, a artylerzyści rozproszyli się.
- Ze Wzgórza Ponarskiego dwa działony armat 75 mm ostrzeliwały sowieckie pojazdy pancerne atakujące dworzec kolejowy i magazyny wojskowe na Burbiszkach, które bronili żołnierze z 33 batalionu wartowniczego. Działony te prawdopodobnie wycofały się poza Wilno[12].
- bateria łączności wycofując się przez most na Wilii została ostrzelana z broni maszynowej przez czołgi sowieckie, w wyniku czego poległo dwóch żołnierzy kilku zostało rannych. Bateria z uwagi na brak broni ppanc. nie podjęła walki z czołgami i wycofała się w kierunku Zawias[13].

Część żołnierzy z baterii spieszonych z batalionu spieszonych artylerzystów ppłk. Druckiego-Lubeckiego pochodząca z Wilna i okolic za przyzwoleniem dowódców rozeszła się do domów. Poza ochotnikami, którzy chcieli dalej walczyć zwolniono do domów wszystkich żołnierzy bez broni lub nieumundurowanych. Nocą 18/19 września ocalałe z walk baterie i działony oraz większość żołnierzy OZAL nr 3 pomaszerowała w kierunku granicy litewskiej w rejon Zawias lub część do Mejszagoły. 6 bateria marszowa z plutonem artylerii, bateria bojowa 1 pal Leg. kpt. Małaskiego do Mejszagoły. W Mejszagole bateria 1 pal Leg. osłaniała wycofanie oddziałów garnizonu wileńskiego od godz. 6.00 19 września. Bateria ustawiona została do prowadzenia ognia na wprost, wraz z piechotą zajęła stanowiska obronne. Oddziały piechoty po godz. 10.00 zaczęły przechodzić granicę litewską lub rozchodzić się do domów. Zajęto nowe stanowiska pod lasem nieopodal granicy, przy drodze do granicy. Rano 20 września bateria zwinęła swoje stanowiska i skierowała się ku granicy, tu podzielono się na dwie grupy jedna złożona z miejscowych żołnierzy udała się do domów, druga z oficerów i żołnierzy z zachodniej części kraju przekroczyła granicę i została internowana, podobnie jak 19 września 6 bateria marszowa z plutonem armat. Przekazano 4 armaty, 4 jaszcze, 4 lkm, 6 ckm i 212 kbk. W Zawiasach od rana 19 września część żołnierzy OZAL nr 3 przeszła granicę i została internowana, część za zgodą przełożonych lub bez zgody rozeszła się do domów. Trzecia grupa udała się głównie konno lub samochodami w kierunku Grodna, tam część z nich wzięła udział w walkach w jego obronie lub uczestniczyła w potyczkach maszerując w kierunku granicy litewskiej, którą przekroczono głównie 23 i 24 września. 
Improwizowany wydzielony dywizjon artylerii mjr. st. sp. Stefana Czernika
Po załadunku do transportu kolejowego w nocy 13/14 września na stacji Wilno-Osobowe, bateria haubic 19 pal i dowództwo dywizjonu odjechały rano 14 września poprzez Lidę, Baranowicze, Łunieniec do Sarn, które osiągnięto 17 września. Z uwagi na agresję sowiecką w dniu przybycia do Sarn, bateria po wyładowaniu z transportu kolejowego dołączyła do pułku KOP „Sarny” ppłk. Nikodema Sulika. Zajęła stanowiska ogniowe we wsi Znosicze na zachód od Sarn. W skład dywizjonu mjr Czernika weszła bateria artylerii lekkiej KOP „Kleck”. Na podstawie wskazań własnego rozpoznania dywizjonu, ostrzelano sowieckie oddziały w odległości 7-10 km na wschód od Sarn. Wkrótce bateria haubic wsparła ogniem nieudany kontratak dwóch kompanii KOP, na zajęty przez sowiecką 60 Dywizję Strzelców las. O zmroku dywizjon mjr. Czernika, wyruszył wraz z grupą ppłk. Edwarda Czernego na zachód w kierunku Rafałówki, którą osiągnięto 22 września. 23 września poprzez Maniewicze, Rudkę i Hutę bateria maszerowała do Kamienia Koszyrskiego, w okolicach Maniewicz bateria była atakowana przez samolot sowiecki, ranny został jeden kanonier i kilka koni. Po osiągnięciu Kamienia Koszyrskiego rano 24 września i wypoczynku, podjęto dalszy marsz przez Kaczyn na Ratno. 25 września o świcie we wsi Huta Stepańska dołączono do Grupy KOP gen. bryg. Wilhelma Rückemana, dywizjon artylerii mjr. Czernika wraz z baterią haubic przydzielono do pułku ppłk. Sulika. W nocy 26/27 września Grupa KOP dotarła do Ratna, które było bronione przez bandę dywersyjną i jednostki sowieckie. Dywizjon artylerii zajął stanowiska ogniowe i wsparł natarcie kopistów na miasto, które zostało zdobyte, a nieprzyjaciel poniósł wysokie straty. W nocy 27/28 września po dojściu Grupy KOP do Szacka, rano o godz. 8.00 sowiecki oddział pancerno-motorowy wykonał natarcie na kopistów, bateria haubic 19 pal kpt. Wygonowskiego, położyła celny ostrzał na nieprzyjaciela nacierającego szosą na Luboml. Kilka sowieckich czołgów trafionych ogniem haubic spłonęło. Następnie wsparto natarcie własnej piechoty na Szack, który zdobyto. Ok. godz.15.00 bateria 19 pal ostrzelała skutecznie sowieckie kontruderzenie z kierunku Piszczy. Po zmroku bateria wyruszyła wraz z pułkiem ppłk. Sulika w kierunku Bugu, z uwagi na resztkę posiadanej amunicji porzucono puste i uszkodzone jaszcze. 29 września do świtu bateria przeprawiła się przez Bug pomiędzy Zbereżem, a Grabowem i zatrzymała się na biwak w lesie w rejonie Kosynia. 30 września po godz.17.00 bateria pomaszerowała na Hańsk i do lasów w rejonie Wytyczna. 1 października oddziały sowieckie ok. godz.8.00 zaatakowały Grupę KOP pod Wytycznem, przy wsparciu lotnictwa i artylerii. Bateria haubic 19 pal, kilkakrotnie zmieniając stanowiska ogniowe usiłowała wspierać oddziały grupy oraz toczyć pojedynki z artylerią sowiecką. Po wystrzeleniu ostatnich pocisków, zniszczono haubice, a baterię rozwiązano, podobnie jak całą Grupę KOP gen. Rückemana.  
Dowództwo ośrodka
- dowódca - płk st. spocz. Aleksander Batory
- zastępca dowódcy - ppłk Zygmunt Kazanowski
- adiutant ośrodka - kpt. Tadeusz Kaczmarczyk
- kwatermistrz - mjr Stefan Świniarski
- dowódca baterii łączności(19 pal) - ppor. Jan Łukasik (205 żołnierzy)
- 1 bateria marszowa (1 pal Leg.) - mjr Bronikowski
- 2 bateria marszowa (19 pal) - por. Zygmunt Dollinger
- 3 bateria marszowa (19 pal) - mjr Kazimierz Radzikowski
- 4 bateria marszowa (29 pal) - mjr Jan Słomka?
- 5 bateria marszowa (19 pal) - por. rez. Tadeusz Józef Komorek
- 6 bateria marszowa (33 dal) - por. rez. Tadeusz Kazimierz Bronholtz

Baterie marszowe zmobilizowane przez pułki artylerii lekkiej przydzielone pod dowództwo OZAL nr 3 w Wilnie.
- bateria marszowa 1/1 pal Leg. - kpt. Feliks Małaski[7]
  - oficer zwiadowczy - ppor. Michał Górski
  - oficer ogniowy - ppor. rez. Anatol Kauczuk
- bateria marszowa 1/19 pal - kpt. Kazimierz Krassowski[17]
- bateria marszowa 1/29 pal - por. rez. Jan Szarowski[6]

Dowódca improwizowanego dywizjonu artylerii (wydzielony z OZAL nr 3) - mjr. st. spocz. Stefan Piotr Czerniak
- adiutant dywizjonu - por. rez. Antoni Horczak
- dowódca baterii haubic - kpt. Tadeusz Wygonowski[17]
  - oficer zwiadowczy - ppor. Leon Mieczyński
  - oficer ogniowy - ppor. Konstanty Kryczyński
  - dowódca I plutonu - ppor. rez. Zygmunt Korybutiak
  - dowódca II plutonu - ppor. rez. Wacław Szczotko

- dowódca baterii armat KOP „Kleck” - kpt. Zbigniew Józef Nowakowski (od 18 IX 1939)
  - oficer zwiadowczy - por. Michał Klepacki
  - oficer ogniowy - por. Bronisław Matysiak

Dowódca batalionu spieszonych artylerzystów OZAL nr 3 w Wilnie - ppłk Drucki-Lubecki